# Gwilym Jenkins
Gwilym Meirion Jenkins (1932 – 1982) va ser un estadístic i enginyer de sistemes gal·lès nascut a Gowerton, Swansea, Gal·les. [1] És important pel seu treball pioner amb George E. Box en models autoregressius de mitjanes mòbils, també anomenats models de Box-Jenkins, en l'anàlisi de sèries temporals.
Es va graduar amb honors en Matemàtiques el 1953 i va aconseguir el doctorat a University College de Londres en 1956. Després de graduar-se, es va casar amb Margaret Bellingham. El seu primer treball després de la universitat va ser al Royal Aircraft Establishment. Va ser professor a l'Imperial College de Londres, la Universitat Stanford, la Universitat de Princeton i la Universitat de Wisconsin-Madison, abans d'establir-se com a professor d'Enginyeria de Sistemes a la Universitat de Lancaster en 1965. El seu treball inicial el va dedicar als models de domini de temps discret per a aplicacions d'enginyeria química.
Mentre va ser a Lancaster, va fundar i es va convertir en director general d'ISCOL (International Systems Corporation de Lancaster). Va romandre com a docent fins a 1974, quan va abandonar per iniciar la seva pròpia empresa de consultoria.
Va formar part del Comitè de Recerca i el Consell de la Royal Statistical Society el 1960. El 1969 va fundar la revista Journal of Systems Engineering i va exercir breument funcions públiques amb el Royal Treasury a mitjans de la dècada de 1970. Va ser triat per l'Institut of Mathematical Statistics i l'Institut of Statisticians.
Era un entusiasta del jazz i el blues i pianista. Víctima d'un limfoma de Hodgkin va morir l'any 1982.

## Llibres de G. M. Jenkins
- G. M. Jenkins; D. G. Watts. “Spectral analysis and its applications” 1968 Oakland (CA): Holden Day. ISBN 9780816244645
- G. E. P. Box; G. M. Jenkins; G. C. Reinsel. “Time Series Analysis: Forecasting and Control” 2008. Hoboken (NJ): Wiley ISBN 978-0-470-27284-8
- G. M. Jenkins. “Practical experience with modelling and forecasting time series”. 1979. Jersey, Channel Islands: GJ & P Ltd. ISBN
- G. M. Jenkins; G. McLeod. “Case studies in time series analysis” 1983 Jersey, Channel Islands: GJ & P Ltd. ISBN 0950642312